# 清楚
| ウィキペディアには「清楚」という見出しの百科事典記事はありません（タイトルに「清楚」を含むページの一覧/「清楚」で始まるページの一覧）。 代わりにウィクショナリーのページ「清楚」が役に立つかもしれません。 |